# Partecipanti al Giro di Lombardia 2024
Elenco dei partecipanti al Giro di Lombardia 2024.
Il Giro di Lombardia 2024 è stato la centodiciottesima edizione della corsa. Alla competizione presero parte 25 squadre: 18 iscritte all'UCI World Tour 2024 e 7 UCI ProTeam.
Ciascuna delle squadre è composta da sette ciclisti, per un totale di 175 accreditati alla partenza.

## Corridori per squadra
Nota: R ritirato, NP non partito, FT fuori tempo, SQ squalificato
| UAE Team Emirates             | UAE Team Emirates         | UAE Team Emirates         | Alpecin-Deceuninck         | Alpecin-Deceuninck         | Alpecin-Deceuninck         | Arkéa-B&B Hotels      | Arkéa-B&B Hotels      | Arkéa-B&B Hotels      |
| ----------------------------- | ------------------------- | ------------------------- | -------------------------- | -------------------------- | -------------------------- | --------------------- | --------------------- | --------------------- |
| N°                            | Ciclista                  | Clas.                     | N°                         | Ciclista                   | Clas.                      | N°                    | Ciclista              | Clas.                 |
| 1                             | Tadej Pogačar             | 1°                        | 11                         | Luca Vergallito            | 68°                        | 21                    | C. Champoussin        | R                     |
| 2                             | Jan Christen              | R                         | 12                         | Tobias Bayer               | R                          | 22                    | Anthony Delaplace     | 94°                   |
| 3                             | Finn Fisher-Black         | R                         | 13                         | Nicola Conci               | 92°                        | 23                    | Simon Guglielmi       | 95°                   |
| 4                             | Marc Hirschi              | 44°                       | 14                         | Michael Gogl               | R                          | 24                    | Laurens Huys          | 60°                   |
| 5                             | Rafał Majka               | 80°                       | 15                         | Juri Hollmann              | 72°                        | 25                    | Łukasz Owsian         | R                     |
| 6                             | Pavel Sivakov             | 6°                        | 16                         | Axel Laurance              | R                          | 26                    | Michel Ries           | 117°                  |
| 7                             | Adam Yates                | 81°                       | 17                         | Xandro Meurisse            | 10°                        | 27                    | Alessandro Verre      | 98°                   |
| Astana Qazaqstan Team         | Astana Qazaqstan Team     | Astana Qazaqstan Team     | Bahrain Victorious         | Bahrain Victorious         | Bahrain Victorious         | Cofidis               | Cofidis               | Cofidis               |
| N°                            | Ciclista                  | Clas.                     | N°                         | Ciclista                   | Clas.                      | N°                    | Ciclista              | Clas.                 |
| 31                            | Lorenzo Fortunato         | 18°                       | 41                         | Antonio Tiberi             | R                          | 51                    | Guillaume Martin      | 43°                   |
| 32                            | Samuele Battistella       | R                         | 42                         | Santiago Buitrago          | 86°                        | 52                    | Harrison Wood         | 53°                   |
| 33                            | Gianmarco Garofoli        | 41°                       | 43                         | Damiano Caruso             | R                          | 53                    | Benjamin Thomas       | R                     |
| 34                            | Simone Velasco            | 65°                       | 44                         | Matej Mohorič              | 111°                       | 54                    | Ben Hermans           | 78°                   |
| 35                            | Harold Martín López       | R                         | 45                         | Andrea Pasqualon           | R                          | 55                    | Ion Izagirre          | 4°                    |
| 36                            | Christian Scaroni         | R                         | 46                         | Wout Poels                 | 105°                       | 56                    | Hugo Toumire          | R                     |
| 37                            | Santiago Umba             | R                         | 47                         | Edoardo Zambanini          | 22°                        | 57                    | Stefano Oldani        | R                     |
| Corratec Vini Fantini         | Corratec Vini Fantini     | Corratec Vini Fantini     | Decathlon AG2R La Mondiale | Decathlon AG2R La Mondiale | Decathlon AG2R La Mondiale | EF Education-EasyPost | EF Education-EasyPost | EF Education-EasyPost |
| N°                            | Ciclista                  | Clas.                     | N°                         | Ciclista                   | Clas.                      | N°                    | Ciclista              | Clas.                 |
| 61                            | Andrij Ponomar            | R                         | 71                         | Aurélien Paret-Peintre     | 51°                        | 81                    | Rui Costa             | R                     |
| 62                            | Matteo Amella             | R                         | 72                         | Clément Berthet            | 27°                        | 82                    | Stefan de Bod         | NP                    |
| 63                            | Davide Baldaccini         | 112°                      | 73                         | Paul Lapeira               | R                          | 83                    | Ben Healy             | 49°                   |
| 64                            | Valentin Darbellay        | 104°                      | 74                         | Nicolas Prodhomme          | 79°                        | 84                    | Neilson Powless       | 8°                    |
| 65                            | Alessandro Iacchi         | NP                        | 75                         | Bastien Tronchon           | 42°                        | 85                    | Archie Ryan           | 17°                   |
| 66                            | Giulio Masotto            | R                         | 76                         | Andrea Vendrame            | R                          | 86                    | James Shaw            | R                     |
| 67                            | Simone Olivero            | R                         | 77                         | Lawrence Warbasse          | 34°                        | 87                    | Georg Steinhauser     | R                     |
| Groupama-FDJ                  | Groupama-FDJ              | Groupama-FDJ              | Ineos Grenadiers           | Ineos Grenadiers           | Ineos Grenadiers           | Intermarché-Wanty     | Intermarché-Wanty     | Intermarché-Wanty     |
| N°                            | Ciclista                  | Clas.                     | N°                         | Ciclista                   | Clas.                      | N°                    | Ciclista              | Clas.                 |
| 91                            | David Gaudu               | 9°                        | 101                        | Ethan Hayter               | R                          | 111                   | Georg Zimmermann      | 19°                   |
| 92                            | Enzo Paleni               | 90°                       | 102                        | Thymen Arensman            | 15°                        | 112                   | Francesco Busatto     | 67°                   |
| 93                            | Lorenzo Germani           | 66°                       | 103                        | Jonathan Castroviejo       | 59°                        | 113                   | Vito Braet            | 114°                  |
| 94                            | Romain Grégoire           | 32°                       | 104                        | Brandon Rivera             | 101°                       | 114                   | Roel Sintmaartensdijk | 109°                  |
| 95                            | Valentin Madouas          | 62°                       | 105                        | Ben Swift                  | 33°                        | 115                   | Louis Meintjes        | 89°                   |
| 96                            | Rudy Molard               | 25°                       | 106                        | Connor Swift               | 57°                        | 116                   | Simone Petilli        | 47°                   |
| 97                            | Rémy Rochas               | 61°                       | 107                        | Ben Turner                 | 110°                       | 117                   | Lorenzo Rota          | 39°                   |
| Israel-Premier Tech           | Israel-Premier Tech       | Israel-Premier Tech       | Lidl-Trek                  | Lidl-Trek                  | Lidl-Trek                  | Lotto Dstny           | Lotto Dstny           | Lotto Dstny           |
| N°                            | Ciclista                  | Clas.                     | N°                         | Ciclista                   | Clas.                      | N°                    | Ciclista              | Clas.                 |
| 121                           | Jakob Fuglsang            | 54°                       | 131                        | Bauke Mollema              | 12°                        | 141                   | Johannes Adamietz     | 76°                   |
| 122                           | George Bennett            | 82°                       | 132                        | Simone Consonni            | R                          | 142                   | Andreas Kron          | R                     |
| 123                           | Marco Frigo               | 108°                      | 133                        | Julien Bernard             | 50°                        | 143                   | Sylvain Moniquet      | R                     |
| 124                           | Krists Neilands           | 113°                      | 134                        | Dario Cataldo              | 102°                       | 144                   | Lennert Van Eetvelt   | 7°                    |
| 125                           | Nick Schultz              | 40°                       | 135                        | Giulio Ciccone             | 3°                         | 145                   | Henri Vandenabeele    | R                     |
| 126                           | Dylan Teuns               | 26°                       | 136                        | Jacopo Mosca               | 106°                       | 146                   | Harm Vanhoucke        | R                     |
| 127                           | Michael Woods             | R                         | 137                        | Toms Skujiņš               | 96°                        | 147                   | Jacopo Guarnieri      | R                     |
| Movistar Team                 | Movistar Team             | Movistar Team             | Red Bull-Bora-Hansgrohe    | Red Bull-Bora-Hansgrohe    | Red Bull-Bora-Hansgrohe    | Soudal Quick-Step     | Soudal Quick-Step     | Soudal Quick-Step     |
| N°                            | Ciclista                  | Clas.                     | N°                         | Ciclista                   | Clas.                      | N°                    | Ciclista              | Clas.                 |
| 151                           | Enric Mas                 | 5°                        | 161                        | Jai Hindley                | 24°                        | 171                   | Remco Evenepoel       | 2°                    |
| 152                           | William Barta             | R                         | 162                        | Roger Adrià                | 11°                        | 172                   | Mattia Cattaneo       | 63°                   |
| 153                           | Davide Formolo            | 64°                       | 163                        | Sergio Higuita             | 85°                        | 173                   | William Junior Lecerf | 99°                   |
| 154                           | Gregor Mühlberger         | 87°                       | 164                        | Bob Jungels                | R                          | 174                   | Fausto Masnada        | 107°                  |
| 155                           | Nairo Quintana            | 16°                       | 165                        | Florian Lipowitz           | R                          | 175                   | Pieter Serry          | R                     |
| 156                           | Einer Rubio               | 48°                       | 166                        | Daniel Martínez            | 29°                        | 176                   | Gil Gelders           | R                     |
| 157                           | Pelayo Sánchez            | R                         | 167                        | Aleksandr Vlasov           | 45°                        | 177                   | Mauri Vansevenant     | 56°                   |
| Team DSM-Firmenich PostNL     | Team DSM-Firmenich PostNL | Team DSM-Firmenich PostNL | Team Jayco AlUla           | Team Jayco AlUla           | Team Jayco AlUla           | Team Polti Kometa     | Team Polti Kometa     | Team Polti Kometa     |
| N°                            | Ciclista                  | Clas.                     | N°                         | Ciclista                   | Clas.                      | N°                    | Ciclista              | Clas.                 |
| 181                           | Romain Bardet             | NP                        | 191                        | Simon Yates                | 84°                        | 201                   | Davide Piganzoli      | 28°                   |
| 182                           | Warren Barguil            | 31°                       | 192                        | Alessandro De Marchi       | 119°                       | 202                   | Mattia Bais           | 36°                   |
| 183                           | Romain Combaud            | 71°                       | 193                        | Davide De Pretto           | 35°                        | 203                   | Davide De Cassan      | R                     |
| 184                           | Chris Hamilton            | 70°                       | 194                        | Eddie Dunbar               | 30°                        | 204                   | Matteo Fabbro         | R                     |
| 185                           | Gijs Leemreize            | 73°                       | 195                        | Chris Juul Jensen          | 116°                       | 205                   | Andrea Garosio        | R                     |
| 186                           | Martijn Tusveld           | 69°                       | 196                        | Jesús David Peña           | R                          | 206                   | Germán Darío Gómez    | R                     |
| 187                           | Kevin Vermaerke           | 23°                       | 197                        | Filippo Zana               | 20°                        | 207                   | Fernando Tercero      | R                     |
| Team Visma-Lease a Bike       | Team Visma-Lease a Bike   | Team Visma-Lease a Bike   | Tudor Pro Cycling Team     | Tudor Pro Cycling Team     | Tudor Pro Cycling Team     | Uno-X Mobility        | Uno-X Mobility        | Uno-X Mobility        |
| N°                            | Ciclista                  | Clas.                     | N°                         | Ciclista                   | Clas.                      | N°                    | Ciclista              | Clas.                 |
| 211                           | Matteo Jorgenson          | R                         | 221                        | Michael Storer             | 13°                        | 231                   | Tobias Johannessen    | 97                    |
| 212                           | Tiesj Benoot              | 58°                       | 222                        | Marco Brenner              | R                          | 232                   | Idar Andersen         | 83°                   |
| 213                           | Wilco Kelderman           | 21°                       | 223                        | Roland Thalmann            | 115°                       | 233                   | Odd Christian Eiking  | 37°                   |
| 214                           | Steven Kruijswijk         | 88°                       | 224                        | Florian Stork              | 74°                        | 234                   | Ådne Holter           | R                     |
| 215                           | Bart Lemmen               | 93°                       | 225                        | Yannis Voisard             | R                          | 235                   | Anders Johannessen    | 118°                  |
| 216                           | Jan Tratnik               | NP                        | 226                        | Hannes Wilksch             | 91°                        | 236                   | Johannes Kulset       | 55°                   |
| 217                           | Attila Valter             | 46°                       | 227                        | Luc Wirtgen                | R                          | 237                   | Andreas Leknessund    | 77°                   |
| VF Group-Bardiani CSF-Faizanè |                           |                           |                            |                            |                            |                       |                       |                       |
| N°                            | Ciclista                  | Clas.                     |                            |                            |                            |                       |                       |                       |
| 241                           | Domenico Pozzovivo        | 38°                       |                            |                            |                            |                       |                       |                       |
| 242                           | Luca Covili               | 52°                       |                            |                            |                            |                       |                       |                       |
| 243                           | Alessio Martinelli        | 103°                      |                            |                            |                            |                       |                       |                       |
| 244                           | Giulio Pellizzari         | 14°                       |                            |                            |                            |                       |                       |                       |
| 245                           | Alessandro Pinarello      | R                         |                            |                            |                            |                       |                       |                       |
| 246                           | Matteo Scalco             | 100°                      |                            |                            |                            |                       |                       |                       |
| 247                           | Alessandro Tonelli        | 75°                       |                            |                            |                            |                       |                       |                       |